# لودویگ مرکل
لودویگ مرکل (انگلیسی: Ludwig Merckle؛ زادهٔ ۱۹۶۵) کارآفرین و سرمایه‌دار اهل آلمان است، که بعنوان رئیس هیئت مدیره گروه مرکل فعالیت می‌کند.